# 秀逸小島
秀逸小島（日语：セリフォス），是日本純種競賽馬匹。生涯活躍於一哩賽事，曾於2022年一哩冠軍賽取得了冠軍，另外亦有新潟兩歲錦標、每日盃兩歲錦標及富士錦標等勝利。。

## 出賽前
2019年3月7日出生於北海道安平町追分牧場，成長途中於一口馬主俱樂部G1 Racing Co. Ltd.進行馬主募集。
其後交由栗東訓練中心練馬師中內田充正訓練。

## 競賽生涯

### 2歲
2021年6月12日出戰中京競馬場2歲新馬戰，比賽初段選擇於先頭位置推進，進入直路後進一步加速衝刺，最終拋離第二的天嬌蹄1 1/2馬位取得首勝。
其後出戰新潟兩歲錦標，比賽開始後選擇於中團位置展開推進，並於比賽途中保持穩定節奏。進入直路後，其於內欄位置不斷加速衝出，最終跑出全場最佳末腳下以1 1/4馬位優勢戰勝追擊的Arrival取得首個分級賽冠軍。
11月13日出戰每日盃兩歲錦標，比賽初段於後方尾二的位置穩定追走，並於比賽途中保持節奏以等待時機。進入直路後，騎師藤岡佑介指揮其抽出大外檔望空，轟出優秀的末腳速度下一舉超越前方所有賽駒，最終以頸位壓贏內欄的粉馨美態再下一城。
12月19日出戰朝日盃未來錦標，改由杜滿樂策騎。比賽開始後，順利出閘的秀逸小島選擇於第五左右的位置推進，並於通過最後彎道時開始發力加速。進入直路後，其憑借此前的動作成功佔先，然而於最後關頭無法抵擋後方勝局在望的強襲，最終以1/2馬位差距吞下生涯首敗。

### 3歲
2022年於未出戰任何前哨戰的情況下直走NHK一哩盃作爲年度首戰，賽前獲得第一人氣。比賽開始後，其成功搶佔有利的位置展開推進，但於比賽途中表現帶有些微急躁。進入直路後，其順應騎師福永祐一的指揮抽入內欄位置加速，然而於最後100米時力盡無法繼續衝刺，最終以第四完賽。
其後出戰安田紀念和年長馬匹對決，亦爲出賽陣容之中唯一一匹3歲馬。比賽開始後，其處於中團外檔位置，並於比賽途中以緊町前人足跡的方式推進。進入直路後，其於外檔位置不斷加速推進，但仍然未能有效壓制前人足跡、速度大師及戰舞者，最終再度獲得第四。
入秋後以富士錦標作爲起動戰，比賽初段其選擇於中團靠後位置推進，並於比賽途中不斷緊迫前方賽駒。進入直路後，雖然其一度被馬群包圍無法加速，但於直路中段成功突破後一舉衝出並和野田赤蠍及神志勇進展開對領先位置的爭奪。最終於秀逸小島勢頭更凌厲下率先透出，以頸位優秀壓贏對手取得第三項分級賽冠軍。
11月20日按照計劃出戰一哩冠軍賽，面對上年度NHK一哩賽冠軍速度大師、本年度維多利亞一哩賽冠軍純淨之輝及每日王冠冠軍戰舞者等強敵，其僅獲得第六人氣。比賽開始後，前方由銀元流通帶出領放，純淨之輝選擇先行戰術，速度大師處於中團位置，而秀逸小島及戰舞者則於較後位置追走。通過第三彎道時，其仍然保持緩慢的節奏處於第十三左右的位置，然而進入直路抽出外檔位置後突然爆發速度衝刺，最終轟出恐怖的後600米33.0秒末腳下超越前方所有賽駒，甚至拉開第二名野田小子1 1/4馬位取得首個一級賽冠軍。
年末，由於其以3歲馬身份勝出一哩冠軍賽並於NHK一哩賽及安田紀念表現良好，於評選中以156票當選最佳短途馬。

### 4歲
2023年年初陣營安排其遠征阿聯酋，以杜拜草地大賽作目標。比賽開始後，其選擇拿手的居中戰術保持於中團位置，並於比賽途中以穩定的節奏前進。進入直路後，其於外檔位置不斷加速衝出，雖然成功進佔先頭位置，但一直無法超越前方的諾斯勳爵及威國之榮下再被野田猛鯨及璇之英雄超越，最終以第五落敗。
回國稍作休整後於6月4日出戰安田紀念，賽前落後速度大師及純淨之輝取得第三人氣。比賽開始後，其處於第四左右的位置推進，並於通過最後彎道時準備發力加速。進入直路後，其於內欄位置展現優秀的反應不斷衝刺，雖然於最後關頭追上爲處更內欄的金積驥，但隨即被外檔的前人足跡超越，最終以1 1/4馬位差距落敗得第二。
進入秋季其出戰一哩冠軍賽作爲起動戰並劍指連霸，比賽初段後應對前方猛獅闊步及Selberg的快放，其保持於先頭外檔位置穩定加速。進入直路後，其稍爲移入中檔位置展開衝刺，然而僅於直路上發力一小段便失去勢頭，最終於直路中段逐漸被其他馬匹超越下以第八落敗。
其後遠征香港出戰香港一哩錦標，比賽途中一直保持於內欄較後的位置進行推進，並於轉彎時逐步抽出中檔加速。進入直路後，其展開衝刺嘗試突破前方的馬群，然而未能進入全速狀態之下被其他賽駒瞬間拋離，最終僅跑獲第七的戰績。

### 5歲
2024年年初處於休養狀態下於4月復出出戰讀賣盃，賽前落後於神志勇進取得第二人氣。比賽開始後，其於內欄位置以平穩的速度保持於內欄位置，並於比賽途中一直保持有遮擋的狀態。進入直路後，其於中檔位置突破衝出並開始加速，雖然成功超越Nihonpiro Kyiv，但未能追上一早望空透出的神志勇進，最終以1 3/4馬位落敗得亞軍。
其後挑戰安田紀念，比賽初段於外檔位置出閘下並未搶先，意思保持於較後方的位置緩慢推進，並與通過彎道後逐步抽出外檔望空。進入直路後，其於望空的狀態下不斷加速衝刺，但仍然未能超越前方位置的浪漫勇士、匯兩川、神志勇進及地神力，最終以第五的戰績完賽。
進入秋季後其出戰富士錦標，比賽初段穩步進佔中團位置，於通過彎道進入直路時候仍然守住內欄。進入直路後，其開始逐步取位加速，但於中段位置才緩慢地移出外檔衝刺，雖然最終展現出不俗的走勢，但仍然不敵花海爭榮、神志勇進及Logi Leon取得第四。
其後出戰一哩冠軍賽，比賽初段維持於中團位置，在外疊穩步推進。進入直路後，其嘗試於中檔位置突圍，但最終仍然未能進入全速狀態，以第六落敗。
12月21日出戰阪神盃，並以此為退役戰。比賽開始後，其於中團靠後位置穩步推進，於最後彎道時逐步抽出外檔位置望空，並進入良好的加速位置。進入直路後，其繼續於外檔位置以不俗的姿態進行衝刺，雖然最終未能超越前方的消暑樂祭及Off Trial以及被奈村佳盈超越，但仍然可以以鼻位優勢壓贏大海女神取得殿軍。
完成賽事後，其按照計劃退役。

### 詳細賽績
| 日期       | 舉辦國家 | 馬場 | 距離   | 級別 | 賽事名稱       | 負重 | 騎師     | 馬號 | 出馬 | 名次 | 時間    | 頭馬（二馬） |
| ---------- | -------- | ---- | ------ | ---- | -------------- | ---- | -------- | ---- | ---- | ---- | ------- | ------------ |
| 12/6/2021  | 日本     | 中京 | 草1600 |      | 2歲新馬        | 54   | 川田將雅 | 6    | 10   | 1    | 1:35.0  | （天嬌蹄）   |
| 29/8/2021  | 日本     | 新潟 | 草1600 | GIII | 新潟兩歲錦標   | 54   | 川田將雅 | 1    | 12   | 1    | 1:33.8  | （Arrival）  |
| 13/11/2021 | 日本     | 阪神 | 草1600 | GII  | 每日盃兩歲錦標 | 55   | 藤岡佑介 | 6    | 7    | 1    | 1:35.1  | （粉馨美態） |
| 19/12/2022 | 日本     | 阪神 | 草1600 | GI   | 朝日盃未來錦標 | 55   | 杜滿樂   | 4    | 15   | 2    | 1:33.6  | 勝局在望     |
| 8/5/2022   | 日本     | 東京 | 草1600 | GI   | NHK一哩賽      | 57   | 福永祐一 | 4    | 18   | 4    | 1:32.6  | 野田赤蠍     |
| 5/6/2022   | 日本     | 東京 | 草1600 | GI   | 安田紀念       | 54   | 藤岡佑介 | 15   | 18   | 4    | 1:32.4  | 前人足跡     |
| 22/10/2022 | 日本     | 東京 | 草1600 | GII  | 富士錦標       | 54   | 藤岡佑介 | 10   | 15   | 1    | 1:32.0  | （神志勇進） |
| 20/11/2022 | 日本     | 阪神 | 草1600 | GI   | 一哩冠軍賽     | 56   | 連達文   | 10   | 17   | 1    | 1:32.5  | （野田小子） |
| 25/3/2023  | 阿聯酋   | 美丹 | 草1800 | GI   | 杜拜草地大賽   | 57   | 連達文   | 12   | 14   | 5    | 1:47.87 | 諾斯勳爵     |
| 4/6/2023   | 日本     | 東京 | 草1600 | GI   | 安田紀念       | 58   | 連達文   | 4    | 18   | 2    | 1:31.6  | 前人足跡     |
| 19/11/2023 | 日本     | 京都 | 草1600 | GI   | 一哩冠軍賽     | 58   | 川田將雅 | 11   | 16   | 8    | 1:32.9  | 匯兩川       |
| 10/12/2023 | 香港     | 沙田 | 草1600 | GI   | 香港一哩錦標   | 57   | 川田將雅 | 4    | 14   | 7    | 1:34.84 | 金鎗六十     |
| 21/4/2024  | 日本     | 京都 | 草1600 | GII  | 讀賣盃         | 58   | 川田將雅 | 3    | 17   | 2    | 1:32.8  | 神志勇進     |
| 2/6/2024   | 日本     | 東京 | 草1600 | GI   | 安田紀念       | 58   | 川田將雅 | 17   | 18   | 5    | 1:32.7  | 浪漫勇士     |
| 19/10/2024 | 日本     | 東京 | 草1600 | GII  | 富士錦標       | 58   | 藤岡佑介 | 7    | 17   | 4    | 1:32.5  | 花海爭榮     |
| 17/11/2024 | 日本     | 京都 | 草1600 | GI   | 一哩冠軍賽     | 58   | 川田將雅 | 15   | 17   | 6    | 1:32.6  | 神志勇進     |
| 21/12/2024 | 日本     | 京都 | 草1400 | GII  | 阪神盃         | 58   | 莫雅     | 3    | 18   | 4    | 1:20.3  | 奈村佳盈     |

## 退役後
退役後，秀逸小島成為了配種馬，於北海道新冠町優駿Stallion Station休養，在2025年進行配種。首批子嗣將於2026年出生。首批子嗣可於2028年出賽。

## 血統簡介
父系大和主將爲日本賽駒，生涯活躍於一哩賽事，曾於2007年稱霸春秋一哩賽，於2000米賽事亦有不錯戰績，如曾勝出皋月賞及秋季天皇賞。祖父週日寧靜爲美國三冠賽雙冠馬，退役後在日本配種，其子嗣贏得巨額獎金，連續12年成為日本冠軍種馬。
母系Sea Front爲法國賽駒，生涯戰績不俗，曾勝出當地表列賽。外祖父Le Havre爲愛爾蘭出身的法國賽駒，生涯戰績優秀，曾勝出一級賽法國打吡，亦於法國二千堅尼跑獲第二。

### 血統表
| 父線：週日寧靜系（Halo系）        |                                |                |                  |
| 種馬 大和主將 2001年（栗色）      | 週日寧靜 1986年（棕色）        | Halo           | Hail to Reason   |
| 種馬 大和主將 2001年（栗色）      | 週日寧靜 1986年（棕色）        | Halo           | Cosmah           |
| 種馬 大和主將 2001年（栗色）      | 週日寧靜 1986年（棕色）        | Wishing Well   | Understanding    |
| 種馬 大和主將 2001年（栗色）      | 週日寧靜 1986年（棕色）        | Wishing Well   | Mountain Flower  |
| 種馬 大和主將 2001年（栗色）      | Scarlet Bouquet 1988年（栗色） | 北方風味       | 北地舞人         |
| 種馬 大和主將 2001年（栗色）      | Scarlet Bouquet 1988年（栗色） | 北方風味       | Lady Victoria    |
| 種馬 大和主將 2001年（栗色）      | Scarlet Bouquet 1988年（栗色） | Scarlet Ink    | Crimson Satan    |
| 種馬 大和主將 2001年（栗色）      | Scarlet Bouquet 1988年（栗色） | Scarlet Ink    | Consentida       |
| 繁殖雌馬 Sea Front 2011年（棗色） | Le Havre 2006年（棗色）        | Noverre        | Rahy             |
| 繁殖雌馬 Sea Front 2011年（棗色） | Le Havre 2006年（棗色）        | Noverre        | Danseur Fabuleux |
| 繁殖雌馬 Sea Front 2011年（棗色） | Le Havre 2006年（棗色）        | Marie Rhinberg | Surako           |
| 繁殖雌馬 Sea Front 2011年（棗色） | Le Havre 2006年（棗色）        | Marie Rhinberg | Marie d'Argonne  |
| 繁殖雌馬 Sea Front 2011年（棗色） | Freedom Herself 1999年（棗色） | Freedom Cry    | Soviet Star      |
| 繁殖雌馬 Sea Front 2011年（棗色） | Freedom Herself 1999年（棗色） | Freedom Cry    | Falling Star     |
| 繁殖雌馬 Sea Front 2011年（棗色） | Freedom Herself 1999年（棗色） | Reddem Herself | General Assembly |
| 繁殖雌馬 Sea Front 2011年（棗色） | Freedom Herself 1999年（棗色） | Reddem Herself | Redowa           |
| 雌系：號族：9-e                   |                                |                |                  |
| 五代內近親交配：北地舞人 4×5      |                                |                |                  |

## 命名由來
名字Serifos（セリフォス）是希臘之名字，香港則取其意思，翻譯為「秀逸小島」。

## 外部連結
- 秀逸小島 netkeiba.com （页面存档备份，存于）
- 血統表 （页面存档备份，存于）